# Часовой (Marvel Comics)
Часово́й (англ. Sentry), настоящее имя — Ро́берт «Боб» Ре́йнольдс (англ. Robert "Bob" Reynolds) — супергерой, появляющийся в комиксах издательства Marvel Comics. Его дебют состоялся в 2000 году в комиксе The Sentry #1. Обладая огромным количеством суперсил, Часовой считается одним из самых сильных супергероев во Вселенной Marvel.

## История публикаций
Часовой впервые появился в ограниченной одноимённой серии 2000-х годов, в рамках Marvel Knights. Он был создан сценаристом Полом Дженкинсом и проиллюстрирован художником Джа Ли. Серия состояла из пяти выпусков, после чего был выпущен one-shot, где Часовой объединился с Фантастической четвёркой, Человеком-пауком, Ангелом и Халком. Этот one-shot привёл к выпуску ещё одного, под названием Часовой против Мрака. В 2005 году сценарист Брайан Майкл Бендис вновь использовал образ Часового, включив его в Новых Мстителей. Он играл незначительную роль в первой сюжетной арке Breakout (выпуски #1-6) и был центральным персонажем во второй Sentry (#7-10). В 2005 году Часовой получил собственную серию, которая состояла из восьми выпусков, написанную Полом Дженкинсом и проиллюстрированную Джоном Ромитой младшим. Впоследствии появился как член Могучих Мстителей, а затем и Тёмных Мстителей. Был главным героем серии The Age of the Sentry.

## Биография

### Предыстория
С помощью загадочной секретной формулы студент средней школы Роберт Рейнольдс обрёл сверхсилы. Наказав школьного хулигана, который доставал его, Роберт сшил для себя костюм и стал называть себя Часовым. Он был одним из немногих героев высшего ранга и был активен вплоть до появления Фантастической четвёрки. Часовой считался одним из самых сильных сверхлюдей и благодаря ему появилась новая волна супергероев. Быстро узнав истинную сущность Человека-паука, Часовой стал для него настоящим примером для подражания, также как для Людей Икс, Рида Ричардса и Халка. Роберт даже боролся бок о бок с Фантастической четвёркой и Людьми Икс против самых сильных злодеев Земли.
Но одного из них, Мрака, — ему никогда не удавалось победить окончательно. Со временем он выяснил что Мрака, величайшего суперзлодея из тех, с которыми он сталкивался, убившего больше миллиона жителей Нью-Йорка — он создал сам. Мрак это его темная сущность, обретшая самосознание в момент, когда Роберт Рейнольдс впервые получил силы Часового. Мрак даже утверждал, что в момент, когда Роберт Рейнольдс выпил сыворотку, он должен был превратиться именно во Мрака, а Часовой — это всего лишь «побочный защитный эффект» вызванный чувством вины Роберта (позже выяснилось что «появились» они одновременно и фактически являются двумя частями одного целого — Мрак появился из темных и эгоистичных желаний Роберта — а Часовой из его желания быть героем и защищать людей, пусть даже от самого себя.). Узнав правду, Часовой объединился с Ридом Ричардсом и Доктором Стрэнджем, чтобы создать устройство, которое сотрет воспоминания о Часовом и Мраке у всего населения Земли, включая самого Роберта. Лишенный памяти и забывший про свои сверхспособности, Роберт Рейнольдс продолжил жить серой размеренной жизнью рядового обывателя Нью-Йорка, периодически видя сны, в которых он был супергероем.

### Новые Мстители
Рейнольдс появляется как один из суперзлодеев, добровольно помещённый в тюрьму Плот за убийство своей жены Линди Ли. Когда Электро отключает систему безопасности, в тюрьме раздаётся массовый взрыв, в результате которого 42 преступника выходят на свободу. В то время как несколько героев ловят сбежавших злодеев, Мэтт Мёрдок разговаривает с Часовым. Впоследствии Часовой защищает некоторых героев от Карнажа, которого он одолевает в открытом космосе.
Впоследствии Капитан Америка, Железный человек, Мария Хилл и агенты Щ. И.Т.а обнаруживают Часового в пустыне Невада, дабы выяснить кто он такой и почему никто ничего не помнит о нём. Единственное упоминание о Часовом оказывается в комиксах, написанных Полом Дженкинсом. Также Часовой узнаёт, что его жена на самом деле жива. Несмотря на это, он отказывается вернуться в общество, боясь выпустить Мрак. Он исчезает и начинает скрываться в своём старом доме, однако его находят Мстители, Фантастическая четвёрка, Люди Икс, Нелюди, Нэмор, Доктор Стрэндж и агенты Щ. И.Т.а. Это приводит к появлению Мрака, который вступает в конфронтацию с героями Земли. В это время Эмма Фрост и Рид Ричардс помогают Часовому вспомнить своё прошлое, в то время как Сью Шторм окружает его силовым полем, Доктор Стрэндж произносит защитное заклинание, а Железный человек закрывает их энергетическим полем. Благодаря вмешательству Эммы Фрост, а также воспоминаниям Линди, Боб одерживает верх над Мраком. После этого Часовой становится членом Новых Мстителей, а его Сторожевая башня появляется на вершине Особняка Мстителей.

### Гражданская война
Когда был принят Акт о Регистрации Супергероев и между героями разгорелся конфликт, Часовой выступает на стороне Железного человека. Он побеждает Росомаху и сдаёт его Щ. И.Т.у.
После этого Часовой покидает Землю и отправляется на обратную сторону Луны, которую нельзя увидеть с Земли. Там он рассуждает о том, что может с лёгкостью прекратить Гражданскую Войну, если бы не его нерешительность. Роберт пытается убедить себя, что даже Мрак не смог бы помешать ему в этом. Его размышления прерывает появление Нелюдей, которые живут в городе Аттиллан на обратной стороне Луны. Незадолго до этого Нелюди объявили войну человечеству из-за того, что Ртуть выкрал у них Туманы Терригена в надежде вернуть мутантам утраченные способности. Прибытие Часового Нелюди принимают за вторжение и вступают с Рейнольдсом в бой. Поняв, что Боб не желает им зла, они приглашают его во дворец Чёрного Грома, чтобы тот расспросил Часового о положении дел на Земле. По окончании ужина за Бобом прилетает Железный Человек. Он объясняет, что стремится не к тому, чтобы уничтожить Капитана Америку и его Секретных Мстителей, а к тому, чтобы они поняли, что мир меняется, и некоторые изменения необходимо принимать. Поразмыслив, Роберт соглашается поддержать Старка и его команду легальных героев.
Вернувшись на Землю, Часовой принимает участие в финальной битве Гражданской войны.

### Могучие Мстители
Часовой был завербован Железным человеком, чтобы стать членом Могучих Мстителей, новейшего воплощения Мстителей. Первое время он оспаривает это решение в разговоре со своей женой, но, в конечном итоге, присоединяется к команде. Тони Старк и Мисс Марвел предлагают ему помощь в контроле его психических проблем. Он описывается как наиболее могущественный член команды, которому, тем не менее, не хватает подготовки и умения контролировать свои силы. Как правило, Часовой извиняется за свои ошибки.
В борьбе с женской версией Альтрона оба противника оказываются на равных. Тот использует вирус внутри Геликарриера Старка. Затем он обращается к плану «Б» и убивает Линди.
Разъярённый Часовой вновь вступает в бой с Альтроном. В то время как Часовой сражается с ним в ближнем бою, Арес и Человек-муравей заражают киборга вирусом, дабы уничтожить его. Вскоре Часовой вновь нападает на Альтрона, разрушив план Мстителей, оторвав ему голову. Вернувшись домой, он обнаруживает, что Линди жива. Та, в свою очередь, просит Старка найти способ лишить Боба сил или убить, пока он сам себе не навредил.
Часовой помогает команде, когда они нападают на Латверию. Он застревает в прошлом вместе с Железным человеком и Доктором Думом. Он впадает в шоковое состояние, увидев себя и Мрак. Он нападает на Доктора Дума, прежде чем Тони объясняет ему ситуацию. Он прибывают в Здание Бакстера и с помощью машины времени Рида Ричардса им удаётся вернуть всё на свои места. Часовой выводит Доктора Дума из строя и сдаёт Виктора агентам Щ. И.Т.а.

### Мировая война Халка
Когда Халк и его Братство Войны нападают на Землю, супергерои сразу же обращаются за помощью к Часовому. Однако Боб наотрез отказывается выходить из дома. Железный Человек пытается уговорить его, но безуспешно. Роберт наблюдает по телевизору, как Халк побеждает героев одного за другим, как он строит Арену в Мэдисон Сквер Гарден и как заставляет Иллюминатов сражаться друг с другом. Всё это время к нему обращаются за помощью многочисленные герои, Фантастическая Четвёрка, а также президент Соединённых Штатов, но Рейнольдс ничего им не отвечает. Но в тот момент, когда Риду Ричардсу было приказано убить Тони Старка, Часовой неожиданно срывается с места и отправляется на Арену.
К моменту его прибытия Халк пощадил Старка, сказав, что Братство Войны хочет не убийств, а справедливости. Спустя несколько секунд Часовой разрушает каменный космический корабль Братства, который блокировал работу всех спутников на орбите. Затем Боб начинает сражение с самим Халком. Во время битвы он теряет контроль над собой и выпускает всё большее количество энергии. Такое количество энергии могло уничтожить всё живое на Земле. К счастью, Халк победил Часового прежде, чем это случилось.

### Секретное вторжение
Когда выясняется, что космический корабль скруллов потерпел крушение на Дикой Земле, туда одновременно прибывают Могучие Мстители и Новые Мстители. Внутри корабля оказываются «супергерои», одетые в свои классические костюмы. Во время битвы между ними Часовой сражается с «Виженом». Тот превращается в Мрак и начинает давить на психику Боба, из-за чего тот в панике улетает. Во время полномасштабного вторжения скруллов Особняк Мстителей также подвергается нападению. Скруллы атакуют Сторожевую башню, где находится Линди. Однако прежде чем они успевают навредить ей, появляется Мрак и спасает её.

### Тёмные Мстители
Часовой становится частью Тёмных Мстителей, поскольку лидер команды, Норман Озборн, помогает ему контролировать вспышки гнева, заявляя, что личности Мрака внутри Боба — не существует. Во время битвы с Морганой ле Фей Часовой, казалось бы, погибает. После спасения Доктора Дума команда возвращается в Нью-Йорк, где перед ними предстаёт живой Часовой. После теракта с атлантами Норман обращается к личности Мрака и требует уничтожить всех террористов. Глаза Боба приобретают чёрный оттенок, что говорит о возвращении Мрака в сознании Часового.
Позднее Тёмные Мстители и МОЛОТ прибывают в Сан-Франциско, чтобы устранить вспыхнувшие беспорядки. Периодически Часовой наблюдает за подавлением беспорядков, в то время как Озборн и его Тёмные Люди-Икс сражаются с Людьми-Икс, Эмма Фрост берёт возвращает личность Мрака, чтобы вывести его с поля боя. Лишь благодаря Циклопу, прожившему несколько лет в браке с самым могущественным телепатом Джин Грей, Людям Икс удаётся остановить Мрак.
Когда Часовой возвращается домой, Линди стреляет в него, боясь за свою жизнь, однако тот встаёт как ни в чём не бывало.
Тёмные Мстители отправляются в Динозаур, штат Колорадо, чтобы разобраться в исчезновении людей при загадочных обстоятельствах. Часовой распадается на молекулы, когда приближается к городу. Команда обнаруживает, что виной тому является Молекулярный человек, который обезвреживает каждого из них. После этого Виктория Хэнд умоляет Молекулярного человека вернуть всё как было, в обмен на то, что те оставят его в покое. К удивлению многих, Часовой возвращается и самостоятельно уничтожает Молекулярного человека. Он обнаруживает, что сам может управлять молекулами своего тела. Мисс Марвел приходит к мнению, что изменение реальности Алой Ведьмой является лишь детской забавой, по сравнению с угрозой, которую представляет Часовой.
Озборн посылает Боба найти Нох-Варра, который покинул Тёмных Мстителей, узнав, что те являются преступниками. Часовой находит его на улицах Манхэттена, однако Нох-Варру удаётся ускользнуть от него.
После выстрела Линди, Роберт, казалось бы, погибает. Та вспоминает, как Боб получил свою силу, упоминая о его наркозависимости и то как он случайно нашёл сыворотку. Выпив сыворотку, Роберт уничтожил лабораторию, при этом убив своего напарника-взломщика и двоих охранников. Впоследствии он стал супергероем, забыв о своём криминальном прошлом.

### Осада
Роберт возвращается к жизни благодаря Мраку. Тот готовится убить Линди, так как видит в ней главную проблему. Тем не менее, Роберт одерживает вверх над своей тёмной сущностью и улетает навстречу к Солнцу. В попытках убить себя, Часовой проигрывает Мраку и тот возвращает его на Землю. Он использует свои полномочия, насылая тьму на Землю. Озборн пытается образумить Мрака, подтвердив его существование в голове Боба. Он обещает ему, что устранит Линди, после чего Мрак прекращает разрушение планеты.
По приказу Озборна, Меченый убивает Линди, сломав ей шею и выбросив с вертолёта в океан. Это приводит к захвату Мраком контроля над Часовым.
Во время сюжета Осада, когда Озборн атакует Асгард, Часовой становится его главным оружием по достижении этой цели. Он ведёт бой против асгардццев и всех тех, кто встал на пути Нормана. Роберт окончательно теряет контроль над собой и под воздействием Мрака убивает Ареса, разорвав его пополам. Затем, по приказу Озборна, Часовой окончательно уничтожает Асгард и вступает в бой с Тором. Впоследствии Локи встаёт на сторону героев Земли, отдавая им Камни Норна, при этом пожертвовав собственной жизнью. С помощью Камней Норна героям удаётся уничтожить Мрак. При этом Боб возвращает своё истинное обличье. Он просит героев убить себя, но получив отказ вновь обращается в Мрак. После этого Тор убивает его и в знак уважения относит его тело к Солнцу. Во время похорон Часового, многие герои обмениваются историями о нём.

### Всадник Смерти
Часовой был воскрешён Близнецами Апокалипсиса наряду с Банши, Дакеном и Мрачным жнецом. Вместе они стали Всадниками смерти. После воскрешения безумие Часового начало увеличиваться и он начал считать себя наследником Апокалипсиса. Он атакует Мстителей и захватывает Тора. После поражения Близнецов Апокалипсиса Часовой относит мёртвое тело Экситара в глубины космоса. Перед этим он говорит Осе, что был рад помочь Мстителям и что его ждёт великое путешествие. Он также добавляет, что «гнев небесный будет неистовым».

## Силы и способности
Полномочия Часового, якобы, — безграничны и исходят от сыворотки, которая создаёт фазосдвигающий эффект в молекулах его тела, что означает, что его силы безграничны. Эта сыворотка делает его в сто тысяч раз сильнее, чем сыворотка, которая превратила Стива Роджерса в Капитана Америку, а также является улучшенной версией Оружия Икс. В мини-серии The Age of the Sentry говорится, что Часовой — это космическая сущность, беженец из другой вселенной, которая внедрилась в сыворотку крови.
Пределы его способностей неизвестны. Он смог: остановить падающий Геликарриер (при содействии Мисс Марвел и Чудо-человека), с лёгкостью победить Терракса и разломать его оружие, вестника Галактуса, достаточно сильного, чтобы расколоть надвое целую планету; уничтожить женскую версию Альтрона, сломить защиту Доктора Дума. По словам Человека-паука, он боролся с самим Галактусом.
Он старается сдерживать свою силу, а при её высвобождении он смог даже перегрузить Поглотителя. Часовой на равных сражается с Халком и их битва привела к полному истощению и возвращению в их человеческие формы, после чего Боб потерял сознание. Одной из самых удивительных способностей Часового является его скоростной полёт. Было показано, как он долетает за несколько секунд от Земли до Солнца, таким образом, превосходя скорость света. Часовой обладает недоступной для любого человека скоростью реакции, он легко способен ловить пули пальцами. Кроме этого, как Часовой за несколько секунд перемещался между различными частями города, однажды он за доли секунды пролетел несколько десятков километров. По словам Ника Фьюри, Щ.И.Т. не смог найти способ убить Часового, а сканеры Железного человека не обнаружили в нём никаких физических недостатков.
Часовой имеет связь с Солнечным светом, многие утверждают, что его силу можно сравнить с силой миллиона взрывающихся Солнц. Кроме этого Часовой способен проецировать из своего тела сверхмощные потоки энергии, причём из любой части тела, например, однажды было показано, как Часовой излучает из глаз настолько концентрированный поток энергии, что он был способен расплавить металл. Во время схватки с Зелёным Шрамом Часовой настолько сильно излучал энергию своим телом, что охватывал ею несколько кварталов. Однажды Часовой полностью зарядил броню Железного Человека, направив на него мощный поток энергии.
Часовой продемонстрировал, что может воскресить себя после смертельного урона, его дважды расщеплял на молекулы Молекулярный Человек, и единожды Моргана ле Фэй изнутри уничтожила его магической атакой, но после подобного Часовой без труда возвращался назад. Кроме этого, было показано, как Часовой возвращает к жизни свою погибшую жену.
Во время разговора между Линди, Клоком и Мраком, он намекнул, что сила Часового может исходить из космической сущности или, возможно, от авраамического Бога. Когда Стив Роджерс потребовал от Озборна, чтобы тот рассказал, как победить Мрак, тот ответил, что Часовой — это «Ангел смерти» (возможно в переносном значении). Ранние библейские воспоминания также показали, что существо, которое принесло язвы в Египет, внешне было похоже на Мрак. Позднее Наблюдатель подтвердил, что Часовой является «Ангелом смерти» и угрожает всему космическому пространству.

### Мрак
Мрак является побочным эффектом полномочий Роберта Рейнольдса. По словам Боба, всякий раз, когда он обращается за помощью к своей силе, Мрак выходит на свободу. В 2009 году, в сюжетной линии Утопия, Часовой был временно отделён от своей тёмной сущности, которую сначала поглотила Эмма Фрост, а затем она была передана Скотту Саммерсу.
В Осаде Мрак представлен как демоно-подобное существо, способное без труда победить Тора, а также уничтожить Асгард, убить Локи в мгновении, разорвать Ареса пополам. Норман Озборн назвал его «Ангелом смерти».
Иногда Мрак предстаёт как совершенно отдельная от Часового сущность, как гигантский монстр. Он способен манипулировать тёмной солнечной энергией, создавая разрушительные штормы. Жертвы, которых пронзает такая энергия, обращаются к видению своего прошлого, настоящего и будущего. Мрак также может принимать различные формы, как например: огненный демон, который дышит огнём, бронированный монстр. Часовой ощущает, что Мрак слабеет в Негативной зоне. Простое физическое воплощение Мрака не смогли одолеть совместными усилиями такие герои как: Новые Мстители, Фантастическая четвёрка, Люди Икс, Нелюди, Нэмор, Доктор Стрэндж и агенты Щ. И.Т.а.

## Альтернативные версии

### Age of Apocalypse
Зомби-версия Часового впервые появляется в Uncanny X-Force #12 в качестве члена Чёрного Легиона. События разворачиваются в реальности Эпоха Апокалипсиса.

### House of M
После того как Ванда Максимофф изменяет мир в День М #1, Часовой начал вести сеансы терапии с Доктором Стрэнджем. Он рассказывает Доктору о сне, в котором он видит тьму (Мрак), который подбирается к нему.

### Marvel Zombies
Эта версия Часового несёт ответственность за вспышку вируса зомби, которая произошла в Ultimate Fantastic Four и Marvel Zombies. Костюмированный герой, напоминающий Часового появляется из другой реальности в поисках пищи. Мстители пытаются захватить его, однако сами становятся жертвами вируса. Вирус зомби быстро распространяется по всему миру. Костюмированный герой, который был ответственен за эпидемию, назван не был и его дальнейшая судьба осталась неизвестной.
В Marvel Zombies vs. The Army of Darkness Часовой был зомби, который прошёл через портал и попал во всё ещё не заражённый мир. Впоследствии он заражает Мстителей, которые пытаются помочь ему, что приводит к вспышке эпидемии.
В Marvel Zombies Return выясняется, что Часовой был заражён Халком, который, в свою очередь, был заражён Великаном из вселенной Marvel Zombies. Зомби-Часовой отправляется через портал в мультивселенную и заражает Мстителей, что приводит к эпидемии, возникшей в обеих вселенных.

### What If?
Часовой появляется в нескольких выпусках реальности What If…?:
- В Что если бы Скруллы выиграли в Секретном Вторжении? Часовой оказывается союзником скруллов наряду с Громовержцами и борется с Альянсом Мстителей за свободу, когда скруллы вторгаются в Ваканду после того как Марвел Бой разрушает мистический храм. Во время сражения со Мстителями Часовой разрушает пушки, содержащие вакцины, которая должна была блокировать преобразование людей в скруллов. Впоследствии он сражается против Тора, однако тот убивает его, сломав шею[47].
- В Что если бы Озборн выиграл Осаду Часовой убивает Ареса ещё до нападения на Асгард, благодаря чему он сосредотачивается на других героях во время Осады. Часовой убивает большую часть героев, что позволяет Тёмным Мстителям убить оставшихся. Вскоре он узнаёт через Эмму Фрост, что Озборн приказал Меченому убить его жену. Сломленный тем, что единственный человек, которому он доверял предал его, Боб поддаётся безумию. Он убивает всех, кто находится на Земле, после чего отправляется блуждать по космическому простору[48].

## Вне комиксов

### Кино
Часовой в исполнении Льюиса Пуллмана появляется в фильме 2025 года «Громовержцы*», события которого происходят в рамках франшизы «Кинематографическая вселенная Marvel». Пуллман вернётся к роли Часового в фильме-кроссовере «Мстители: Судный день».

### Видеоигры
- Часовой появляется в Marvel: Ultimate Alliance 2 в версии для Nintendo DS, где его озвучил Нолан Норт.
- Является играбельным персонажем в Marvel Super Hero Squad Online.
- Часовой также появляется в Marvel Puzzle Quest.
- Часовой является играбельным персонажем в игре Lego Marvel's Avengers.
- Часовой является игровым чемпионом в игре Marvel: Contest of Champions.
- Часовой является игровым персонажем в игре Marvel: Future Fight.
- Часовой является игровой картой в мобильной игре Marvel Snap.

### Музыка
- Лирическая песня «Миллион взрывающихся солнц» в исполнении Horse the Band основана на раздвоении личности Часового.

### Игрушки
- Marvel Legends выпустила фигурку Часового в серии Гигантских людей (эксклюзив от Wal-Mart), а в 2015 году Marvel выпустила Часового в рамках серии «Avengers infinite».